# ناطف
النَاطِف أو القبيط أو القبيطة أو القبيطيّ أو كريمة المارشميلو (بالإنجليزية: Marshmallow creme)‏. هو من مكونات الحلويات السورية واللبنانية.

## طريقة التحضير
الناطف بالأساس هو نوع من أنواع الصلصة المقدمة مع الكرابيج أي معمول الجوز ولتحضيره طريقتان الأولى وهي الأصلية عبر نقع شلش الحلاوة (الذي يسمى أيضاً عرق الحلاوة أو العصلج) لمدة يوم ثم تصفيته ووضعه على النار وإضافة القطر (أي الشيرة أو شراب السكّر) اليه على دفعات إلى ان يتحول إلى صلصة بيضاء اللون والطريقة الثانية هي غير الأصلية ولكن شائعة في حالة عدم توفر شلش الحلاوة هي باستخدام بياض البيض والقطر.
في طبق التقديم يوضع وعاء صغير مملوء بالناطف ويزين بالمكسرات حسب الطلب ويصف الكرابيج حوالي وعاء الناطف ويصبح جاهزاً للتقديم.

## معلومات تاريخية

#### يذكركامل الغزيالحلبي في تاريخه:
«...ومنها صنعة الحلوى وهي على نوعين: الأولى: يعرف محلها بالمعصرة، وعرفت بهذا الاسم لأن فيها يكون اعتصار السيرج من السمسم واستخراج نقيع الزبيب الذي يعقد ويضاف إليه رغاء الجذور المعروفة بعرق الحلاوة ليبيضّ ويكون ناطفا ثم يضاف إليه مقدار معلوم من طحينة السمسم فيصير حلوى تعرف بالحلاوة الطحينية، ويكثر الناس من أكلها شتاء يأتدمون بها عوضا عن الفواكه. وقد بطل الآن عملها من نقيع الزبيب واعتيض عنه بالسكر وهذه المعاصر قد يباع فيها أيضا نوع من الحلوى المعروفة بالمامونية المركبة من خاص الدقيق والسمن والسكر، ونوع آخر يعرف بالكرابيج وهي كتل في حجم البيضة أو أصغر تتركب من خاص الدقيق المعروفة بالسميد ومن السمن وتحشى غالبا لبّ الفستق أو اللوز أو الجوز وتقلى بالسيرج أو السمن أو تخبز ثم تغمس بالناطف وتؤكل. والنوع الثاني من صنعة الحلوى: هي التي يعرف صنّاعها بالشراباتية لأنهم هم الذين يصنعون أنواع الأشربة الحلوة وأنواع الربوب والحلوى التي تؤكل في المواسم والأعياد كالمعروفة بالمعمول والغريبة وأنواع الملبّسات وأعظم محل لمبيعها سوق العطارين يوجد لها فيه نحو ثلاثين دكانا ذووها من المسلمين واليهود فقط...»